# Blue Banisters
“Blue Banisters”는 미국의 싱어송라이터 라나 델 레이의 여덟 번째 정규 음반으로, 2021년 7월 4일 인터스코프 레코드와 폴리도르 레코드를 통하여 발매되었다.

## 배경
2021년 3월 19일, 델 레이는 자신의 일곱 번째 정규 음반인 “Chemtrails over the Country Club”을 발표하였다. 그리고 이튿날에는 “Rock Candy Sweet”이라는 새 이름의 정규 음반이 6월 중에 발매될 것이라고 밝혔다. 하지만 2021년 4월 11일, 인스타그램 계정에 "Blue Banister"라는 말과 함께 짧은 티저 영상을 게재하였다. 해당 티저에는 델 레이가 하늘을 바라보고 있는 모습이 담겨 있었다. 그리고 4월 28일, 소셜 미디어를 통해 7월 4일에 음반이 발매될 것이라고 발표하였다.